# Бешеновачки Прњавор
Бешеновачки Прњавор је насеље у Србији у општини Сремска Митровица у Сремском округу. Према попису из 2022. било је 52 становника.
У близини села се налази манастир Бешеново, један од 16 православних манастира на Фрушкој гори.
У селу се налази репетитор прве приватне комерцијалне телевизијске станице у Војводини — ТВ Супер из Суботице.

## Демографија
У насељу Бешеновачки Прњавор живи 120 пунолетних становника, а просечна старост становништва износи 44,9 година (43,9 код мушкараца и 45,8 код жена). У насељу има 57 домаћинстава, а просечан број чланова по домаћинству је 2,54.
Ово насеље је великим делом насељено Србима (према попису из 2002. године).
|  |

| Демографија | Демографија | Демографија |
| Година      | Становника  | Становника  |
| ----------- | ----------- | ----------- |
| 1948.       | 153         |             |
| 1953.       | 158         |             |
| 1961.       | 167         |             |
| 1971.       | 167         |             |
| 1981.       | 150         |             |
| 1991.       | 140         | 138         |
| 2002.       | 145         | 145         |

| Етнички састав према попису из 2002.‍ | Етнички састав према попису из 2002.‍ | Етнички састав према попису из 2002.‍ | Етнички састав према попису из 2002.‍ | Етнички састав према попису из 2002.‍ |
| ------------------------------------ | ------------------------------------ | ------------------------------------ | ------------------------------------ | ------------------------------------ |
|                                      |                                      |                                      |                                      |                                      |
| Срби                                 | Срби                                 |                                      | 137                                  | 94,48%                               |
| Хрвати                               | Хрвати                               |                                      | 2                                    | 1,37%                                |
| непознато                            | непознато                            |                                      | 6                                    | 4,13%                                |

| Година пописа     | 1948. | 1953. | 1961. | 1971. | 1981. | 1991. | 2002. |
| ----------------- | ----- | ----- | ----- | ----- | ----- | ----- | ----- |
| Број домаћинстава | 44    | 52    | 52    | 56    | 51    | 48    | 57    |

| Број чланова      | 1  | 2  | 3 | 4 | 5 | 6 | 7 | 8 | 9 | 10 и више | Просек |
| ----------------- | -- | -- | - | - | - | - | - | - | - | --------- | ------ |
| Број домаћинстава | 14 | 23 | 9 | 3 | 5 | 2 | 0 | 0 | 1 | 0         | 2,54   |

| Пол    | Укупно | Неожењен/Неудата | Ожењен/Удата | Удовац/Удовица | Разведен/Разведена | Непознато |
| ------ | ------ | ---------------- | ------------ | -------------- | ------------------ | --------- |
| Мушки  | 63     | 20               | 39           | 3              | 1                  | 0         |
| Женски | 62     | 6                | 38           | 15             | 2                  | 1         |
| УКУПНО | 125    | 26               | 77           | 18             | 3                  | 1         |

| Пол    | Укупно                    | Пољопривреда, лов и шумарство | Рибарство                            | Вађење руде и камена | Прерађивачка индустрија       |
| ------ | ------------------------- | ----------------------------- | ------------------------------------ | -------------------- | ----------------------------- |
| Мушки  | 33                        | 17                            | 0                                    | 0                    | 1                             |
| Женски | 9                         | 7                             | 0                                    | 0                    | 1                             |
| УКУПНО | 42                        | 24                            | 0                                    | 0                    | 2                             |
| Пол    | Производња и снабдевање   | Грађевинарство                | Трговина                             | Хотели и ресторани   | Саобраћај, складиштење и везе |
| Мушки  | 0                         | 0                             | 0                                    | 0                    | 3                             |
| Женски | 0                         | 0                             | 0                                    | 0                    | 0                             |
| УКУПНО | 0                         | 0                             | 0                                    | 0                    | 3                             |
| Пол    | Финансијско посредовање   | Некретнине                    | Државна управа и одбрана             | Образовање           | Здравствени и социјални рад   |
| Мушки  | 0                         | 0                             | 1                                    | 0                    | 0                             |
| Женски | 0                         | 0                             | 0                                    | 1                    | 0                             |
| УКУПНО | 0                         | 0                             | 1                                    | 1                    | 0                             |
| Пол    | Остале услужне активности | Приватна домаћинства          | Екстериторијалне организације и тела | Непознато            | Непознато                     |
| Мушки  | 1                         | 0                             | 0                                    | 10                   | 10                            |
| Женски | 0                         | 0                             | 0                                    | 0                    | 0                             |
| УКУПНО | 1                         | 0                             | 0                                    | 10                   | 10                            |

## Галерија
- Улаз у Бешеновачки Прњавор
- Централни део Бешеновачког Прњавора
- Манастир Бешеново
- Биста партизанског команданта Симе Релића у Бешеновачком Прњавору
- Бешеновачко језеро
- Бешеновачко језеро